# Daniel Monzón
Daniel Monzón Jerez (Palma de Mallorca, 24 de agosto de 1968) es un director, guionista y actor español. Recibió el premio Goya al mejor director en 2010 por la película Celda 211.

## Biografía
Nació en Palma de Mallorca en 1968. Fue periodista y crítico de cine en la revista Fotogramas y en los programas de radio Dos horas de nada de Andrés Aberasturi y La radio de Julia de Julia Otero. Fue subdirector del programa de Televisión Española Días de cine. 
Participó como coguionista de Desvío al paraíso (Shortcut to Paradise, 1994), un thriller en inglés de Gerardo Herrero, protagonizado por Charles Dance. 
En 1999 escribió el guion y dirigió su primer largometraje, El corazón del guerrero, protagonizada por Fernando Ramallo, Joel Joan y Neus Asensi. Con esta película obtuvo dos premios del Festival de Cine Fantástico de Ámsterdam, el Premio a la Mejor Película Internacional en el Festival de Cine Fant–Asia de Montreal, Canadá y el Premio a la Mejor Película Fantástica en Fantasporto, en Oporto, Portugal.
Su segunda película fue la comedia El robo más grande jamás contado (2002), con las actuaciones de Antonio Resines y Neus Asensi.
En 2006 dirigió el thriller La caja Kovak, coproducción española y estadounidense, rodada en inglés con las actuaciones de Lucía Jiménez y Timothy Hutton. Cuenta la historia de un escritor estadounidense de ciencia ficción que visita Palma de Mallorca para pronunciar una conferencia y se encuentra con una serie de misteriosos suicidios, de los que trata de descubrir su sentido. Obtuvo el Premio del Público en el Festival de Cine Fantástico de Lund, Suecia.
En 2009 dirigió Celda 211, con las actuaciones de Luis Tosar, Alberto Ammann, Antonio Resines y Marta Etura, y guion de Jorge Guerricaechevarría basado en la novela homónima de Francisco Pérez Gandul, que narra el enfrentamiento de un funcionario de prisiones a un motín carcelario, en su primer día de trabajo. La película ganó ocho premios Goya, incluyendo los de mejor película, mejor director y mejor guion adaptado.
En 2014, estrena el thriller El Niño, protagonizada por Luis Tosar y Jesús Castro y que recibió 16 nominaciones a los premios Goya. Ya en 2018, estrena la comedia Yucatán, con Tosar y Rodrigo de la Serna como protagonistas.
En 2021, tras su elección como película de clausura del Festival de Cine de San Sebastián, estrena Las leyes de la frontera, adaptación de la novela homónima de Javier Cercas con un reparto  encabezado por Marcos Ruiz, Chechu Salgado y Begoña Vargas que obtiene 6 nominaciones a los premios Goya.

## Filmografía
| Año  | Título                             | Director | Productor | Guionista | Actor | Notas                             |
| ---- | ---------------------------------- | -------- | --------- | --------- | ----- | --------------------------------- |
| 1994 | Desvío al paraíso                  | No       | No        | Sí        | No    |                                   |
| 1998 | Torrente, el brazo tonto de la ley | No       | No        | No        | Sí    | Papel: 'Freak' ultramarinos       |
| 1999 | El corazón del guerrero            | Sí       | No        | Sí        | No    |                                   |
| 2002 | El robo más grande jamás contado   | Sí       | No        | Sí        | No    |                                   |
| 2007 | La caja Kovak                      | Sí       | No        | Sí        | No    |                                   |
| 2009 | Celda 211                          | Sí       | No        | Sí        | No    | Goya: 16 nominaciones - 8 premios |
| 2014 | El Niño                            | Sí       | No        | Sí        | No    | Goya: 16 nominaciones - 4 premios |
| 2018 | Yucatán                            | Sí       | No        | Sí        | No    |                                   |
| 2021 | Las leyes de la frontera           | Sí       | No        | Sí        | No    | Goya: 6 nominaciones - 5 premios  |

## Premios y nominaciones
Premios Goya
| Año  | Categoría             | Película                 | Resultado |
| ---- | --------------------- | ------------------------ | --------- |
| 2001 | Mejor dirección novel | El corazón del guerrero  | Nominado  |
| 2010 | Mejor director        | Celda 211                | Ganador   |
| 2010 | Mejor guion adaptado  | Celda 211                | Ganador   |
| 2015 | Mejor director        | El Niño                  | Nominado  |
| 2015 | Mejor guion original  | El Niño                  | Nominado  |
| 2022 | Mejor guion adaptado  | Las leyes de la frontera | Ganador   |

Medallas del Círculo de Escritores Cinematográficos
| Año  | Categoría            | Película                 | Resultado |
| ---- | -------------------- | ------------------------ | --------- |
| 2009 | Mejor director       | Celda 211                | Ganador   |
| 2009 | Mejor guion adaptado | Celda 211                | Nominado  |
| 2014 | Mejor director       | El Niño                  | Nominado  |
| 2014 | Mejor guion original | El Niño                  | Nominado  |
| 2021 | Mejor guion adaptado | Las leyes de la frontera | Ganador   |

Premio Novembre Negre
| Año  | Categoría | Película |
| ---- | --------- | -------- |
| 2015 | Director  | El Niño  |